# Zhuting (sockenhuvudort i Kina, Jiangxi Sheng, lat 27,78, long 114,08)
Zhuting är en sockenhuvudort i Kina. Den ligger i provinsen Jiangxi, i den sydöstra delen av landet, omkring 200 kilometer sydväst om provinshuvudstaden Nanchang. Antalet invånare är 21 325. Befolkningen består av 10 149 kvinnor och 11 176 män. Barn under 15 år utgör 22,0 %, vuxna 15-64 år 70 %, och äldre över 65 år 7,0 %.
Runt Zhuting är det tätbefolkat, med 286 invånare per kvadratkilometer. Närmaste större samhälle är Xicun, 13,9 km öster om Zhuting. I omgivningarna runt Zhuting växer i huvudsak blandskog.
Genomsnittlig årsnederbörd är 2 270 millimeter. Den regnigaste månaden är maj, med i genomsnitt 375 mm nederbörd, och den torraste är oktober, med 33 mm nederbörd.